# 10 mars 1935
Le dimanche 10 mars 1935 est le 69e jour de l'année 1935.

## Naissances
- Abdelhamid Escheikh (mort le 8 novembre 1999), militaire, homme politique et diplomate tunisien
- Aleksey Vakhonin (mort le 1er septembre 1993), haltérophile soviétique
- Anne Collette, actrice française
- Borislav Radović, écrivain et un traducteur serbe
- Dinko Petrov, lutteur bulgare
- Ivan Calin (mort le 2 janvier 2012), homme politique moldave
- Jonas Pleškys (mort le 14 avril 1993), capitaine de ravitailleur de sous-marins de la marine soviétique
- José Antonio Labordeta (mort le 19 septembre 2010), auteur-compositeur-interprète, professeur, écrivain, poète, journaliste, présentateur de télévision et homme politique aragonais
- Manfred Germar, sprinteur allemand
- Milorad Milutinović (mort le 12 juillet 2015), joueur de football serbe
- Muhammad Bashir (mort le 24 juin 2001), lutteur pakistanais
- Pierre Grunstein, producteur français

## Événements
- Publication du roman policier La Mort dans les nuages d'Agatha Christie